# Gerfried Sperl
Gerfried Sperl (* 1941 in Oberzeiring, Steiermark) ist ein österreichischer Journalist. Er war gemeinsam mit Oscar Bronner bis 1. Juli 2007 Chefredakteur der österreichischen Tageszeitung Der Standard.

## Leben
Sperl ist der Sohn eines Notars und einer Gastwirte-Tochter. Er besuchte das Gymnasium in Bruck an der Mur und studierte Germanistik, Anglistik und Philosophie an der Universität Graz. Während eines Stipendiums in den USA belegte er im Herbst 1965 Kurse bei Louis Fischer („The Life of Gandhi“ 1950, „The Life of Lenin“ 1964) an der Georgetown University in Washington D.C.
An der Universität Graz trat er der Katholischen Hochschuljugend bei und engagierte sich ab 1960 in der Studentenvertretung. Er war als Mandatar des bürgerlichen „Wahlblock“ Vorsitzender der Studentenvertretung von Herbst 1963 bis Sommer 1965. Im Juni dieses Jahres gründete er mit dem späteren Grazer Stadtrat Helmut Strobl die linksliberale Studentenfraktion AKTION, die bis 1969 auch österreichweit auftrat.
Von 1969 bis 1982 arbeitete er für die „Kleine Zeitung“. Danach wechselte er als Chefredakteur zur ÖVP-Zeitung Südost Tagespost, die durch ein Redaktionsstatut beschränkte Unabhängigkeit genoss. Nach deren Einstellung im Frühjahr 1987 ging er als stv. Chefredakteur zum „Kurier“ nach Wien. In der gleichen Funktion gehörte er ab 1988 zur Stammredaktion von Oscar Bronners „Der Standard“. Von 1992 bis 2007 war er geschäftsführender Chefredakteur. Seinen Vorschlag, Alexandra Föderl-Schmid mit der Nachfolge zu betrauen, griff Bronner auf.
Von 1978 bis 2008  gab Sperl (mit dem Ökonomen Michael Steiner) die Zeitschrift WAS heraus, 2010 bis 2014 die Vierteljahresschrift PHOENIX. Unter diesem Logo erscheint seit 2015 eine Buchreihe im Wiener Czernin-Verlag.
Sperl engagiert sich vehement für die moderne Architektur. Bereits mehr als 50-mal moderierte er das serielle Symposion „Die Zukunft des Wohnens“. Auch als Bauherr ist er aufgetreten – mit Bauten der Architekten Klaus Kada, Ernst Giselbrecht und Adolf Krischanitz (Haus Sperl).
Im Jahr 2007 wurde Sperl mit dem Kurt-Vorhofer-Preis ausgezeichnet.
Seit Juli 2017 schreibt er Kolumnen für das Wochenmagazin News.

## Werke
- Heimat Babylon. Multikulturalität heute. Edition Gutenberg, Graz 2003, ISBN 3-900323-68-2.
- Liberalismus gegen Nationalismus. Die Möglichkeiten der (österreichischen) Politik in Mitteleuropa. Passagen-Verlag, Wien 1993, ISBN 3-85165-087-5.
- Der Machtwechsel. Österreichs politische Krise zu Beginn des 3. Jahrtausends. Molden, Wien 2000, ISBN 3-85485-050-6.

als Herausgeber
- Hirnverkehr. Wissenschaft treibt Wirtschaft. Auch die Zivilisation? Steirische VG, Graz 2005, ISBN 3-900323-86-0.
- Neoliberalismus, Czernin-Verlag, Wien 2015, ISBN 978-3-7076-0551-8
- Flüchtlinge, Czernin-Verlag, Wien 2016, ISBN 978-3-7076-0576-1